# Anoteropsis ralphi
Anoteropsis ralphi là một loài nhện trong họ Lycosidae.
Loài này thuộc chi Anoteropsis. Anoteropsis ralphi được Eugène Simon miêu tả năm 1905.